# Euskaltel-Euskadi

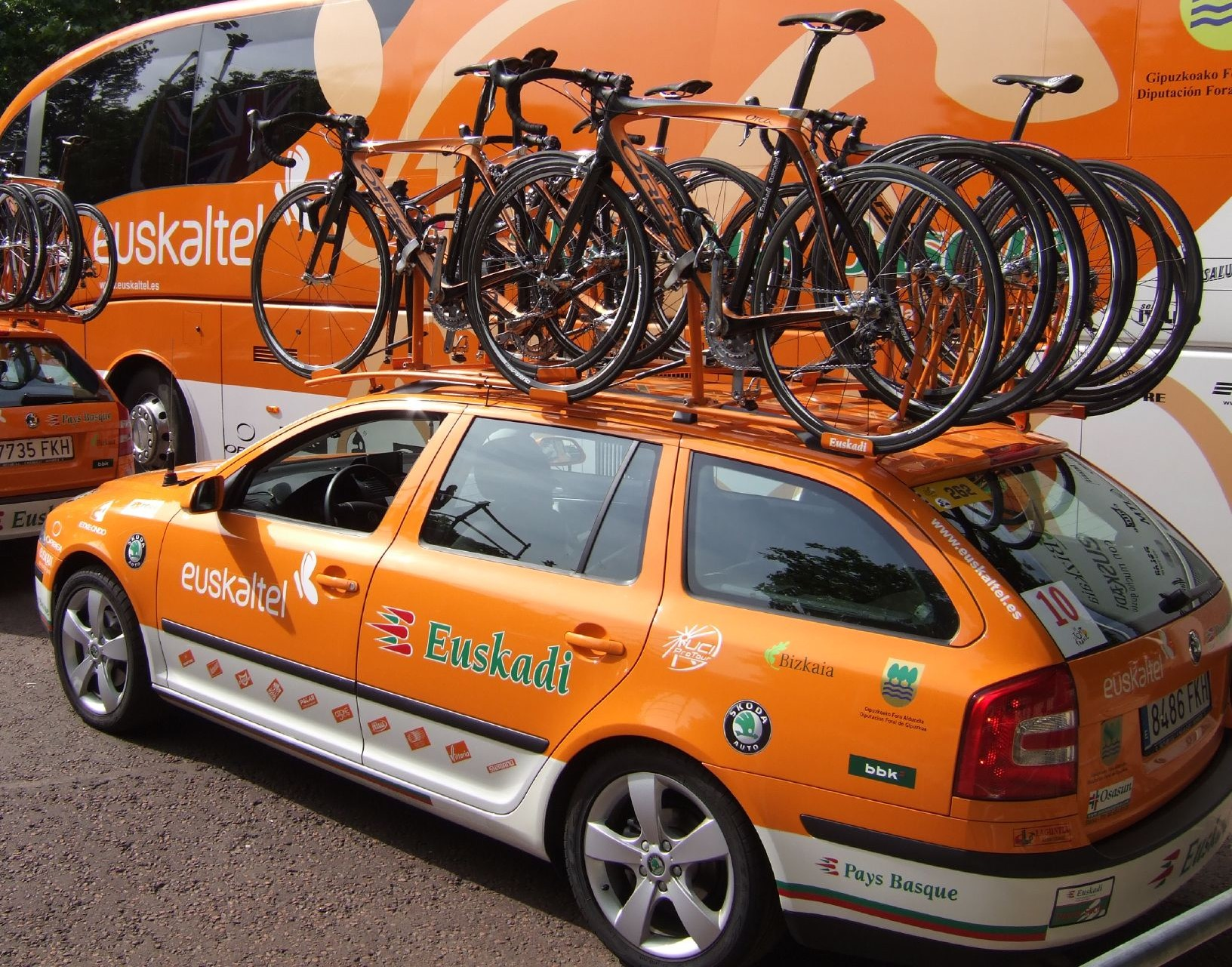
Mașina echipei Euskaltel-Euskadi

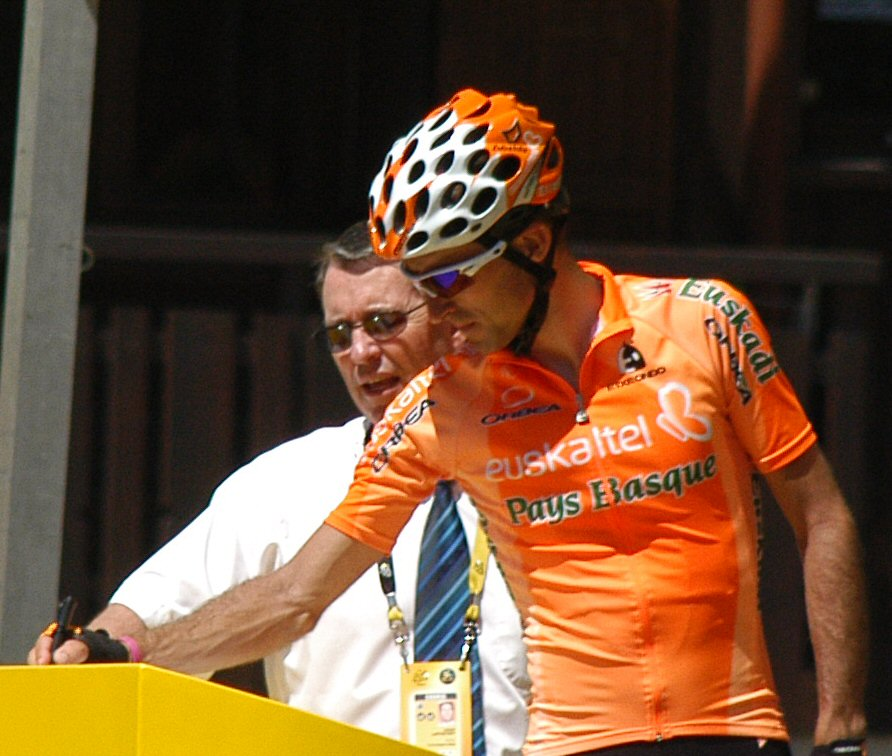
Haimar Zubeldia în Turul Franței 2007

Euskaltel-Euskadi  (COD UCI | EUS) este o echipă profesionistă de ciclism din Tara Bascilor. Echipa este sponsorizată comercial, dar, de asemenea, neoficial, echipa națională a Tării Bascilor și este parțial finanțată de către Guvernul Basc. Ciclistii echipei sunt Basci, sau cel puțin au crescut în cultura ciclismului din aceste regiuni. Sponsorul echipei este Euskaltel, o companie de telecomunicații din Tara Bascilor. Euskatel-Euskadi este renumită deoarece are echipamentul tot portocaliu.
După o trecere prin 2003 Tour de France în care atât Iban Mayo și Haimar Zubeldia au terminat în top-10 in clasamentul general, cu Mayo câștigător pe Alpe d'Huez. Euskaltel-Euskadi a fost considerată a fi un pretendent puternic pentru 2004 Tour de France. Victoria lui Iban Mayo in Criterium du Dauphiné Libere (tradițional considerat ca fiind unul din testele pentru candidatii Turului Franței), incluzand victoria lui in fata lui Lance Armstrong in contratimpul individual de pe Mont Ventoux. Din păcate, Mayo s-a accidentat întro cazatură pe pavate și a abandonat în prima etapa din Pirinei. Zubeldia, de asemenea, nu a reușit să confirme în aceeași ediție a Turului Franței, spre întristarea de fanilor Basci.
În sezonul 2005, echipa l-a recrutat pe Aitor González, care a castigat Tour de Suisse. Acestea din nou nu a reușit să facă o impresie buna în 2005 Tour de France.
Creata în 1994, echipa a participat în opt Tururi ale Frantei, cu 3 victorii de etapa, cea mai recentă în  2010. În 2006, directorul sportiv Iulian Gorospe a fost înlocuit de Igor González de Galdeano, care a devenit director tehnic, iar bugetul echipei este de 7.8 mil $.

## Rezultate

### Victorii
1995
- Volta ao Algarve, Etapa 4 - Asier Guenetxea Sarain
- Volta ao Algarve, Etapa 8 - Asier Guenetxea Sarain

1996
- Memorial Manuel Galera - Iñaki Ayarzagüena Urkidi
- Txitxarro Igoera - Iñaki Ayarzagüena Urkidi
- Vuelta Ciclista Asturias, Etapa 4 - Alvaro Gonzalez de Galdeano
- Spanish National Time Trial Championship - Iñigo González de Heredia

1997
- Vuelta a los Valles Mineros, Etapa 4 - Igor Gonzalez de Galdeano

1998
- Tour de l'Avenir, Etapa 8 - Txema Del Olmo Zendegi
- Volta a Portugal, Etapa 7 - Unai Etxebarria
- Volta a Portugal, Etapa 12 - Unai Etxebarria
- Clasica de Sabiñanigo - Igor Gonzalez de Galdeano
- Volta a Galicia, Etapa 5 - Igor Gonzalez de Galdeano

1999
- GP du Midi-Libre - José Alberto Martinez Trinidad

2000
- GP Jornal de Noticias, Etapa 1 - Mikel Artetxe Guezuraga
- GP Jornal de Noticias, Etapa 4 - Mikel Artetxe Guezuraga
- GP Jornal de Noticias, Clasament General - Mikel Artetxe Guezuraga
- Klasika Primavera - Unai Etxebarria
- Tour de l'Avenir, Etapa 8 - Aitor Kintana Zarate
- Tour de l'Avenir, Etapa 9 - Iker Flores
- Tour de l'Avenir, Clasament General - Iker Flores
- Critérium du Dauphiné Libéré, Prolog - Alberto Lopez de Munain Ruiz de Gauna
- Vuelta a Asturias, Etapa 1 - Alberto Lopez de Munain Ruiz de Gauna
- Vuelta a Burgos, Etapa 1 - José Alberto Martinez Trinidad
- Euskal Bizikleta, Etapa 4b - Haimar Zubeldia
- Euskal Bizikleta, Clasament General - Haimar Zubeldia

2001
- Ruta del Sol, Etapa 5 - Mikel Artetxe Guezuraga
- Vuelta al País Vasco, Etapa 4 - Angel Castresana del Val
- Vuelta Valenciana, Etapa 3 - David Etxebarria
- Critérium du Dauphiné Libéré, Etapa 3 - Unai Etxebarria
- Critérium du Dauphiné Libéré, Etapa 6 - Iban Mayo
- Vuelta a la Rioja, Etapa 4 - Igor Flores
- Turul Franței, Etapa 14 - Roberto Laiseka
- Clásica de Alcobendas, Etapa 2 - Alberto Lopez de Munain Ruiz de Gauna
- Vuelta a Asturias, Etapa 5 - Alberto Lopez de Munain Ruiz de Gauna
- Classique des Alpes - Iban Mayo
- GP du Midi-Libre - Iban Mayo
- Setmana Catalana, Etapa 3 - Aitor Silloniz Aresti

2002
- Troféu Joaquim Agostinho - GP de Ciclismo de Torres Vedras, Etapa 5 - Mikel Artetxe Guezuraga
- Euskal Bizikleta, Etapa 4a - David Etxebarria
- Euskal Bizikleta, Etapa 5a - David Etxebarria
- Euskal Bizikleta, Etapa 5b - David Etxebarria
- Trofeo Manacor - Igor Flores
- Vuelta a Castilla y León, Etapa 1 - David Herrero
- Critérium International, Clasament General - José Alberto Martinez Trinidad
- Tour de l'Avenir, Etapa 7 - Aitor Silloniz Aresti

2003
- Euskal Bizikleta, Etapa 1 - David Etxebarria
- Troféu Joaquim Agostinho - GP de Ciclismo de Torres Vedras, Etapa 1 - Lander Euba Ziarrusta
- Vuelta a Burgos, Etapa 5 - Gorka Gonzalez Larrañaga
- Vuelta a la Rioja, Etapa 1 - David Herrero
- Tour de l'Avenir, Clasament General - Egoi Martínez
- Critérium du Dauphiné Libéré, Prolog - Iban Mayo
- Critérium du Dauphiné Libéré, Etapa 4 (TT) - Iban Mayo
- Turul Franței, Etapa 8 (L'Alpe d'Huez) - Iban Mayo
- Vuelta al País Vasco, Etapa 1 - Iban Mayo
- Vuelta al País Vasco, Etapa 5a - Iban Mayo
- Vuelta al País Vasco, Etapa 5b - Iban Mayo
- Vuelta al País Vasco, Clasament General - Iban Mayo

2004
- Trofeo Calvia - Unai Etxebarria
- Clásica de Alcobendas, Etapa 1 - Iban Mayo
- Clásica de Alcobendas, Etapa 2 - Iban Mayo
- Clásica de Alcobendas, Clasament General  - Iban Mayo
- Subida al Naranco - Iban Mayo
- GP Llodio - Unai Etxebarria
- Euskal Bizikleta, Etapa 5 - Roberto Laiseka
- Vuelta Ciclista Asturias, Clasament General  - Iban Mayo
- Critérium du Dauphiné Libéré, Prolog - Iban Mayo
- Critérium du Dauphiné Libéré, Etapa 4 (Bedoin-Mont Ventoux) TT - Iban Mayo
- Critérium du Dauphiné Libéré, Clasament General  (Briançon - La Toussuire) - Iban Mayo

2005
- Clásica de Alcobendas, Etapa 2 - David Herrero
- GP Llodio - David Herrero
- Euskal Bizikleta, Etapa 4 (TT) - David Herrero
- Tour de Suisse, Etapa 9 - Aitor Gonzalez
- Tour de Suisse, Clasament General - Aitor Gonzalez
- Vuelta a Burgos, Etapa 5 - David Herrero
- Turul Spaniei, Etapa 11 - Roberto Laiseka
- Turul Spaniei, Etapa 13 - Samuel Sánchez
- Turul Spaniei, Cel mai bun catarator - Roberto Laiseka
- Escalada a Montjuïc - Samuel Sánchez

2006
- Paris–Nice, Clasament pe puncte - Samuel Sánchez
- Vuelta al País Vasco, Etapa 2 & 3 - Samuel Sánchez (+ 4 zile in tricoul de leader)
- Critérium du Dauphiné Libéré, Etapa 6 (Briançon - La Toussuire) - Iban Mayo
- Vuelta a Burgos, Etapa 4 - Iban Mayo
- Vuelta a Burgos, Clasament General - Iban Mayo
- Subida a Urkiola - Iban Mayo
- Vuelta Ciclista Asturias, Etapa 3 - Samuel Sánchez
- Turul Spaniei, Etapa 13 - Samuel Sánchez
- Turul Spaniei, Etapa 16 - Igor Antón
- Züri-Metzgete - Samuel Sánchez
- Escalada a Montjuïc - Igor Antón

2007
- Trofeo Calvia - Unai Etxebarria
- Tirreno–Adriatico, Etapa 7) - Koldo Fernandez
- Vuelta al País Vasco, Etapa 6 (TT) - Samuel Sánchez
- Vuelta al País Vasco, Cel mai bun catarator - Aitor Hernandez
- Tour de Romandie, Etapa 4 - Igor Antón
- Volta a Catalunya, Etapa 7 - Samuel Sánchez
- Turul Spaniei, Etapa 15, 19 & 20 (TT) - Samuel Sánchez

2008
- Vuelta a Murcia, Etapa 5 - Koldo Fernandez
- Vuelta a Castilla y León, Etapa 5 - Koldo Fernandez
- Vuelta Ciclista Asturias, Etapa 2b (TT) - Samuel Sánchez
- Euskal Bizikleta, Etapa 2 - Koldo Fernandez
- Tour de Suisse, Etapa 2 - Igor Antón (+4 zile in tricoul de leader al cursei)
- Vuelta a Burgos, Etapa 3 - Koldo Fernandez
- Tour de Vendée - Koldo Fernandez

2009
- GP Llodio - Samuel Sánchez
- Volta ao Algarve, Etapa 2 - Koldo Fernandez
- Turul Franței, Etapa 16 - Mikel Astarloza

### Rezultate in Marile Tururi
Clasificari in primii 10 in Clasamentul General
Turul Franței
2003
Locul 5 - Haimar Zubeldia
Locul 6 - Iban Mayo
2006
Locul 9 - Haimar Zubeldia
2007
Locul 5 - Haimar Zubeldia
Locul 9 - Mikel Astarloza
2008
Locul 7 - Samuel Sánchez
2010
Locul 4 - Samuel Sánchez
Turul Spaniei
2000
Locul 10 - Roberto Laiseka
2002
Locul 5 - Iban Mayo
2005
Locul 10 - Samuel Sánchez
2006
Locul 7 - Samuel Sánchez
2007
Locul 3 - Samuel Sánchez
Locul 8 - Igor Antón
2008
Locul 9 - Egoi Martínez
2009
Locul 2 - Samuel Sánchez
Format:Palmares end

### Rezultate in Cursele pe etape
Clasificari in primii 3 in Clasamentul General
Vuelta al País Vasco
2004
Locul 2 - Iban Mayo
Locul 3 - David Etxebarria
2007
Locul 3 - Samuel Sánchez
2009
Locul 3 - Samuel Sánchez
Volta a Catalunya
2004
Locul 3 - Roberto Laiseka
Euskal Bizikleta
2004
Locul 2 - Roberto Laiseka
Locul 3 - Samuel Sánchez
2005
Locul 3 - Aketza Peña
2006
Locul 2 - David Herrero
2008
Locul 2 - Igor Antón
Critérium du Dauphiné Libéré
2004
Locul 1 - Iban Mayo
2005
Locul 1 - Iñigo Landaluze
Tour de Suisse
2005
Locul 1 - Aitor Gonzalez
2008
Locul 3 - Igor Antón

## Echipa de ProTour 2010
| Ciclist                         |
| ------------------------------- |
| Igor Antón (ESP)                |
| Javier Aramendia (ESP)          |
| Jorge Azanza (ESP)              |
| Jonathan Castroviejo (ESP)      |
| Sergio De Lis (ESP)             |
| Koldo Fernández de Larrea (ESP) |
| Aitor Galdós (ESP)              |
| Aitor Hernández (ESP)           |
| Beñat Intxausti (ESP)           |
| Iñaki Isasi (ESP)               |
| Gorka Izagirre Insausti (ESP)   |
| Egoi Martínez (ESP)             |
| Miguel Minguez Ayala (ESP)      |
| Mikel Nieve (ESP)               |
| Juan José Oroz (ESP)            |
| Alan Pérez (ESP)                |
| Rubén Pérez (ESP)               |
| Samuel Sánchez (ESP)            |
| Daniel Sesma Sorbet (ESP)       |
| Romain Sicard (FRA)             |
| Amets Txurruka (ESP)            |
| Pablo Urtasun (ESP)             |
| Iván Velasco (ESP)              |
| Gorka Verdugo (ESP)             |